# Автомобільний відеореєстратор

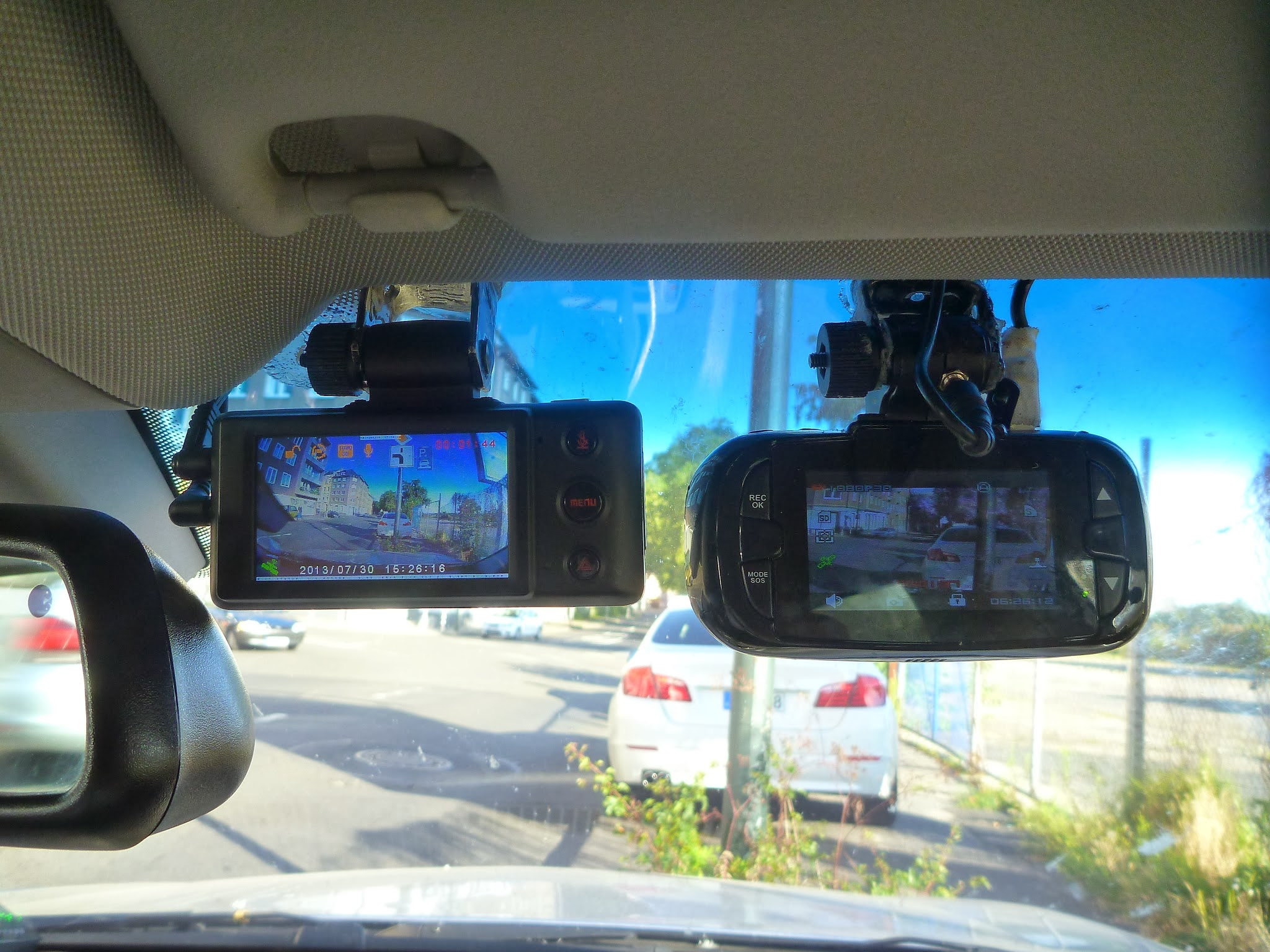
Два відеореєстратори на лобовому склі

Камера на панелі приладів або просто відеореєстратор, також відома як автомобільний цифровий відеореєстратор (автомобільний відеореєстратор), реєстратор водіння або запис даних про події, — це бортова камера, яка безперервно записує вигляд через переднє лобове скло автомобіля, а іноді й задні або інші вікна. Деякі відеореєстратори включають камеру для запису салону автомобіля на 360 градусів усередині салона, зазвичай у формі кулі, і можуть автоматично надсилати фотографії та відео через 4G.
EDR та деякі відеореєстратори також записують перевантаження прискорення/гальмування, швидкість, кут повороту, дані GPS, напругу джерела живлення (електричної мережі автомобіля) тощо.
Ширококутну фронтальну камеру 130, 170° або більше можна прикріпити до внутрішнього лобового скла, дзеркала заднього виду (затискач) або до верхньої частини приладової панелі за допомогою присоски або кріплення на липку стрічку. Камера заднього виду зазвичай встановлюється на задньому склі або на номерному знаку з відеовиходом RCA на монітор/екран дисплея.
Роздільна здатність визначатиме загальну якість відео. Full HD або 1080p (1920×1080) є стандартним для відеореєстраторів HD. Реєстратори можуть мати роздільну здатність 1080p, 1296p (звичайне для китайських відеореєстраторів), 1440p або вищу роздільну здатність для передньої камери та 720p для задньої камери та включати діафрагму f/1.8 і режим нічного бачення.
Реєстратори можуть забезпечити відеодоказ у разі дорожньо-транспортної пригоди. Під час паркування реєстратори можуть знімати відео та зображення, якщо монітор паркування на 360° виявляє вандалізм, і надсилати їх власнику, який зазвичай використовує 4G.

## Функції
Щоб переконатися, що записані відеофайли не змінюються після того, як вони були записані, відео можна позначати часовими мітками, захищеними від несанкціонованого втручання. Ця процедура називається довіреною міткою часу.
Щоб забезпечити надійне цілодобове спостереження за паркуванням, коли пропускна здатність є проблемою, може використовуватися детектор руху для запису лише тоді, коли виявляється наближення людини/автомобіля, щоб заощадити енергію та носії інформації.
Можуть бути включені вдосконалена система допомоги водієві ADAS і збереження місця паркування.

## Радар-детектор
Інтегрований радар-детектор реагує на поліцейські радари і попереджає водія про наближення до них, як правило, звуковим сигналом.

## Екран
Деякі відеореєстратори включають сенсорні екрани, які відрізняються за розміром, ширші зазвичай встановлюються на дзеркало заднього виду.

## Hardwire
Блоки відеореєстратора зазвичай працюють через електричну систему автомобіля, перетворюючи 13,8 В на 5 В USB-роз’єм. Реєстратори можна підключати через гніздо прикурювача або підключати безпосередньо до електричної системи, звільняючи розетку для інших цілей.
Для зберігання файлів і правильного форматування картки пам’яті, коли живлення вимкнено, відеореєстратори використовують або літій-полімерну (LiPo) батарею, або конденсатор. Хоча обидва забезпечують енергію протягом дуже короткого періоду часу, вони мають дуже різні робочі можливості та обмеження. Приблизний термін служби LiPo акумуляторів становить 2-3 роки або приблизно 300-500 циклів. З часом матеріал всередині акумулятора почне руйнуватися, що призведе до виділення газів. Це можна спостерігати в роздутому або пухкому корпусі акумулятора. Коли LiPo батарея досягає цієї точки, батарея більше не може утримувати заряд. Результатом є камера, яка може випадково вмикатися чи вимикатися або реєструвати помилки формату, якщо вона не може правильно вимкнутись після вимкнення живлення, оскільки вона може працювати лише під час використання живлення від автомобіля. Конденсатори також можуть накопичувати тимчасовий заряд і прослужать набагато довше. Вони також більш стійкі до високих робочих температур, але дорожчі та потребують додаткової апаратної чи програмної підтримки. Як правило, акумулятори LiPo використовуються в менш дорогих відеореєстраторах, а конденсатори – у більш дорогих.

## Культура
Реєстратори дуже широко поширені, їх називали «повсюдними» та «одержимістю в Інтернеті», і вони настільки поширені, що серед записів відеореєстраторів були найпоширенішими відео челябінського метеора в лютому 2013 року, яке було задокументовано щонайменше з десятка ракурсів. Тисячі відео, що показують автомобільні та авіаційні аварії, близькі дзвінки та спроби страхового шахрайства, були завантажені на вебсайти соціальних мереж, такі як YouTube, Facebook, Twitter, Yandex та інші вебсайти.
У Сполученому Королівстві продажі відеореєстраторів стрімко зросли у 2015 році, та стали найбільш зростаючою за кількістю продажів споживчою електронікою: продажі зросли на 395%.
У Китаї відеореєстратори були добре відомі драматичною подією аварії на дорозі.
Реєстратори також зафіксували численні авіаційні аварії, такі як рейс 102 National Airlines у 2013 році, рейс 235 TransAsia Airways у 2015 році, катастрофа на Shoreham Airshow у 2015 році та катастрофічна відмова двигуна рейсу 328 United Airlines у 2021 році 
Камери на панелі приладів стали головною функцією, яку хочуть майбутні покупці транспортних засобів, і все більше виробників автомобілів встановлюють вбудовані системи камер.